# Richard E. Grant

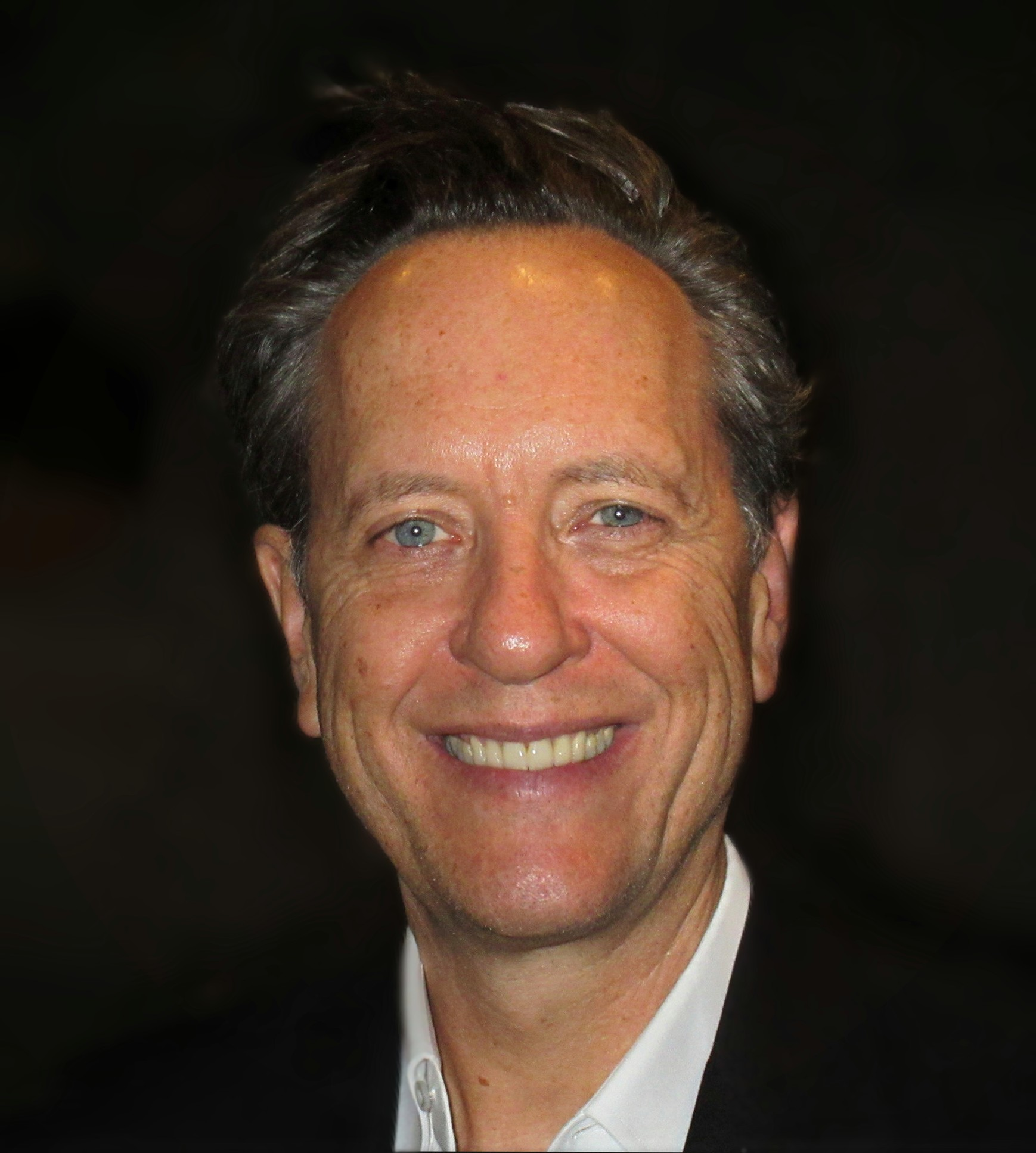
Richard E. Grant (2018)

Richard E. Grant (* 5. Mai 1957 in Mbabane, Swasiland, Südafrikanische Union; eigentlich Richard Grant Esterhuysen) ist ein britischer Schauspieler.

## Biografie

### Kindheit und Jugend in Afrika
Richard E. Grant wuchs in Swasiland, dem heutigen Eswatini auf, einer Monarchie zwischen Südafrika und Mosambik, als frühere britische Kolonie Mitglied des Commonwealth. Grants Vater Henrik Esterhuysen war bis 1968 Erziehungsminister des Landes. Er und Grants Mutter ließen sich auf aufsehenerregende Weise scheiden, als Grant elf Jahre alt war.
Schon als Kind wollte Grant Schauspieler werden. Nach seinem Abschluss am Waterford-Kamhlaba-College studierte er schließlich Schauspiel und Englisch an der Universität von Kapstadt. Dort war er 1979 Mitbegründer einer Theatergruppe namens Troupe Theatre Company. Die Gruppe war gemischtrassig, was seinerzeit in Südafrika noch sehr provokant war. Bei einigen Inszenierungen des Ensembles führte Grant auch Regie.

### Von Südafrika nach London
Nach dem Tod seines Vaters verließ Grant 1982 Afrika und ging nach London. Der Beginn seiner Karriere in Großbritannien verlief zunächst schleppend. Er arbeitete längere Zeit als Kellner in einer Bar in Covent Garden. Mit seiner Sprachtrainerin und späteren Ehefrau Joan Washington arbeitete Grant 1983 an verschiedenen britischen Dialekten. Er fand dann Engagements am Theater und wurde 1984 für seine Rolle in dem Stück Tramway Road von Ronald Harwood vom Magazin Plays and Players als Most Promising Newcomer ausgezeichnet.

### Erster Erfolg mitWithnail & I
Eine Weile nach seiner ersten Rolle in einer Fernsehproduktion Honest, Decent and True erhielt er 1987 die Gelegenheit, bei der britischen Produktion Withnail & I für die Rolle eines arbeitslosen Schauspielers und Trinkers vorzusprechen. Der Regisseur des Films, Bruce Robinson, war zunächst skeptisch, da er eigentlich jemand anderen für die Rolle vorgesehen hatte. Grant überzeugte aber beim Vorsprechen mit seiner Abgründigkeit und erhielt die Rolle. Der Film erlangte aufgrund der Zelebrierung des Trinkens und der scharfzüngigen Monologe des von Grant gespielten Withnail in Großbritannien Kultstatus. Privat trinkt Grant allerdings weder Alkohol noch Kaffee, Tee oder Milch. Grant äußerte in einem Interview, dass er sich für seine Rolle des Withnail an seinen Eindrücken aus dem post-kolonialen Swasiland und am Regisseur Bruce Robinson orientiert habe.
Withnail and I stellte für Grant den Durchbruch dar. Während der Dreharbeiten zweifelte er allerdings, ob die exzentrische Rolle des schimpfenden Trinkers ihm nicht für alle Zeiten den Weg zum Film verbauen würde. Das Gegenteil erwies sich als zutreffend. In Großbritannien ist Withnail and I bis heute sehr bekannt und Grant wird u. a. in Zeitungsinterviews immer wieder mit der Figur des Withnail in Verbindung gebracht.

### Weitere Film- und Fernsehrollen

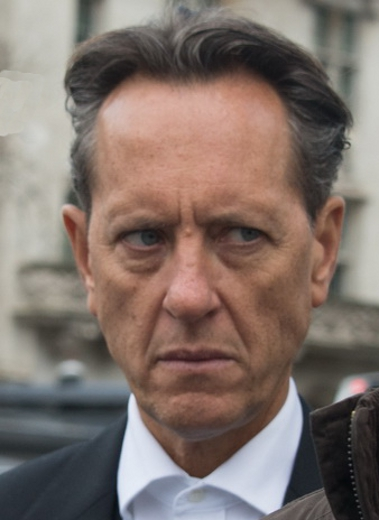
Richard E. Grant (2014)

Ab 1986 spielte Grant oft bei zwei oder mehr Filmproduktionen im Jahr meist Nebenrollen. Die Liste der berühmten Regisseure und Schauspieler, mit denen er arbeitete, beinhaltet Namen wie Robert Altman, Martin Scorsese, Francis Ford Coppola und Jane Campion. Ähnlich wie bereits in Whitnail & I wurde Grant besonders häufig auf exzentrische und manchmal psychisch instabile Charaktere besetzt. So sah man ihn als überheblichen Dandy in Zeit der Unschuld, als besonders fiesen und abseitigen Bösewicht in Hudson Hawk oder als überdrehten Kreativen in Prêt-à-Porter, eine Darstellung, die an Vivienne Westwood angelehnt war.
Hauptrollen sind für Grant relativ rar gesät, er selbst beschreibt sich als „Wanderburschen“ und „Charakterdarsteller“, der selten ganz vorne im Rampenlicht sei. Unter Hauptrollen sind seine Darstellung des liebenswerten Witwers in Jack und Sarah – Daddy im Alleingang und seine Rolle in Keep the Aspidistra Flying neben Helena Bonham Carter zu nennen. 1996 spielte er die Rolle des ermittelnden Polizeiinspektors in einer Neuverfilmung des Dürrenmatt-Stoffs Es geschah am hellichten Tag mit dem Titel Tod im kalten Morgenlicht. Im Fernsehen war er 1999/2000 in einer Hauptrolle in The Scarlet Pimpernel zu sehen.
In jüngerer Vergangenheit wirkte er mehrfach an Hollywood-Blockbustern mit, so als Hauptantagonist in Logan – The Wolverine (2017) und in der Nebenrolle des General Pryde in Star Wars: Der Aufstieg Skywalkers (2019). Großes Kritikerlob brachte ihm 2018 seine Darstellung eines ungewöhnlichen Drogendealers in dem Spielfilm Can You Ever Forgive Me? ein, für die er mehrere Auszeichnungen erhielt (unter anderem vom New York Film Critics Circle) und für den Oscar sowie den Golden Globe Award nominiert wurde.

## Andere Arbeiten
Neben seiner Arbeit in Filmen und am Theater synchronisiert er Trickfilme, z. B. den Barkis Bittern bei Corpse Bride von Tim Burton, und liest Hörbücher ein. Grant hat zwei Filmtagebücher und einen Roman über seine Erfahrungen mit Dreharbeiten, Filmproduktionen und das Leben in Hollywood veröffentlicht.
2005 stellte Grant seinen ersten eigenen Film fertig: Wah-Wah ist ein semi-autobiographischer Film über seine Kindheit und Jugend in seiner Heimat Swasiland. Für das Projekt konnte er als Hauptdarsteller Gabriel Byrne und Emily Watson gewinnen. Im September 2022 wurde Richard E. Grant: A Pocketful of Happiness im Verlag Simon & Schuster veröffentlicht.

## Auszeichnungen
Seine Regiearbeit Wah-Wah war 2005 für den Douglas-Hickox-Award nominiert. 1992 war Grant außerdem für eine Goldene Himbeere als schlechtester Nebendarsteller in dem Film Hudson Hawk nominiert. Ebenfalls nominiert waren Grants Filmpartnerin Sandra Bernhard als schlechteste Nebendarstellerin, Bruce Willis als schlechtester Hauptdarsteller wie auch der Film selbst.
2002 erhielt das Ensemble von Gosford Park von Robert Altman, dem auch Grant angehörte, verschiedene Preise von Filmkritikerverbänden der USA sowie der Screen Actors Guild.
Für seine Darstellung im Film Can You Ever Forgive Me? von 2018 erhielt Grant den Independent Spirit Award und den New York Film Critics Circle Award jeweils in der Kategorie Bester Nebendarsteller. Des Weiteren wurde er für einen Oscar und einen Golden Globe Award als Bester Nebendarsteller nominiert.

## Privatleben
Von 1986 bis zu ihrem Krebstod im September 2021 war Grant mit der Sprachlehrerin Joan Washington verheiratet. Washington hat einen Sohn aus erster Ehe. Das erste gemeinsame Kind der beiden starb 1986 kurz nach der Geburt während der Zeit der Dreharbeiten von Withnail and I. Im Jahr 1989 wurde ihre gemeinsame Tochter geboren.
Grant unterstützt seine alte Schule im heutigen Eswatini und engagiert sich bei Amnesty International.

## Filmografie (Auswahl)
- 1983: Essences (Kurzfilm)
- 1987: Withnail & I
- 1989: Warlock – Satans Sohn (Warlock)
- 1989: Ein erfolgreicher Mann (How to Get Ahead in Advertising)
- 1990: Land der schwarzen Sonne (Mountains of the Moon)
- 1990: Henry & June
- 1991: L.A. Story
- 1991: Hudson Hawk – Der Meisterdieb (Hudson Hawk)
- 1992: The Player
- 1992: Bram Stoker’s Dracula (Dracula)
- 1993: Franz Kafka’s It’s a Wonderful Life
- 1993: Zeit der Unschuld (The Age of Innocence)
- 1994: Prêt-à-Porter
- 1995: Jack und Sarah – Daddy im Alleingang (Jack & Sarah)
- 1996: Was ihr wollt (Twelfth Night)
- 1996: Tod im kalten Morgenlicht (The Cold Light of Day)
- 1997: Portrait of a Lady (The Portrait of a Lady)
- 1997: Spiceworld – Der Film (Spice World)
- 1998: Der Schlangenkuss (The Serpent’s Kiss)
- 1998: Keep the Aspidistra Flying
- 1998: St. Ives – Alles aus Liebe (St. Ives)
- 1999: A Christmas Carol – Die Nacht vor Weihnachten (A Christmas Carol, Fernsehfilm)
- 1999: Doctor Who: The Curse of Fatal Death (Kurzfilm)
- 2000: Der Mann der 1000 Wunder (The Miracle Maker – The Story of Jesus)
- 2000: Der kleine Vampir (The Little Vampire)
- 2001: Gosford Park
- 2002: Der Hund der Baskervilles (The Hound of the Baskervilles)
- 2002: Sherlock (Fernsehfilm)
- 2003: Bright Young Things
- 2003: Monsieur N.
- 2005: Wah-Wah (Regie und Drehbuch)
- 2006: Penelope
- 2007: Always Crashing in the Same Car
- 2007: Agatha Christie’s Marple (Fernsehserie, 1 Folge)
- 2008: Filth and Wisdom
- 2008: The Garden of Eden
- 2009: Cuckoo
- 2009: Love Hurts
- 2009: Der Nussknacker (The Nutcracker in 3D)
- 2010: First Night
- 2010: Jackboots on Whitehall
- 2011: Sotto il vestito niente – L’ultima sfilata
- 2011: Foster
- 2011: Henry der Schreckliche (Horrid Henry: The Movie)
- 2011: How to Stop Being a Loser
- 2011: Die Eiserne Lady (The Iron Lady)
- 2012: Zambezia
- 2012: Kath & Kimderella
- 2012–2013: Doctor Who (Fernsehserie, 3 Folgen)
- 2013: Alles eine Frage der Zeit (About Time)
- 2013: Khumba
- 2013: Dom Hemingway
- 2014: Girls (Fernsehserie, 4 Folgen)
- 2014: Downton Abbey (Fernsehserie, 4 Folgen)
- 2015: Jekyll & Hyde (Fernseh-Miniserie, 9 Folgen)
- 2015: Dig – Operation Armageddo (Dig; Fernsehserie, 10 Folgen)
- 2016: Game of Thrones (Fernsehserie, 3 Folgen)
- 2016: Ihre beste Stunde – Drehbuch einer Heldin (Their Finest)
- 2016: Jackie: Die First Lady (Jackie)
- 2017: Logan – The Wolverine (Logan)
- 2017: Killer’s Bodyguard (The Hitman’s Bodyguard)
- 2018: Can You Ever Forgive Me?
- 2018: Der Nussknacker und die vier Reiche (The Nutcracker and the Four Realms)
- 2019: Eine Reihe betrüblicher Ereignisse (A Series of Unfortunate Events, Fernsehserie, 3 Folgen)
- 2019: Star Wars: Der Aufstieg Skywalkers (Star Wars: The Rise of Skywalker)
- 2020: Dispatches from Elsewhere (Fernsehserie)
- 2021: The Spine of Night (Stimme)
- 2021: The Outlaws (Fernsehserie, 2 Folgen)
- 2021: Killer’s Bodyguard 2 (The Hitman’s Wife’s Bodyguard)
- 2021: Loki (Fernsehserie, 2 Folgen)
- 2021: Everybody’s Talking About Jamie
- 2021: Rote Robin (Robin Robin) (Kurzfilm, Synchronisation)
- 2022: Überredung (Persuasion)
- 2023: The Lesson
- 2023: Saltburn
- 2024: Argylle
- 2025: The Masked Singer (Fernsehsendung, Gastjuror, Folge 6x07)
- 2025: Death of a Unicorn
- 2025: Too Much (Fernsehserie, 6 Folgen)
- 2025: The Thursday Murder Club

## Werke
- Richard E. Grant: With Nails: The Film Diaries of Richard E.Grant. London 1996, ISBN 0-330-34434-X.
- Richard E. Grant: By Design. London 1998, ISBN 0-330-36828-1.
- Richard E. Grant: The Wah-Wah Diaries: The Making of a Film. London 2006, ISBN 0-330-44196-5.
- Richard E. Grant: A Pocketful of Happiness A Memoir 2022, Verlag Simon & Schuster, ISBN 978-1-3985-1947-3